# Gādmeh Gater
Gādmeh Gater (persiska: گادمه گتر) är en ort i Iran.   Den ligger i provinsen Kurdistan, i den nordvästra delen av landet, 400 km väster om huvudstaden Teheran. Gādmeh Gater ligger 1 753 meter över havet och antalet invånare är 416.
Terrängen runt Gādmeh Gater är varierad. Gādmeh Gater ligger nere i en dal. Runt Gādmeh Gater är det ganska glesbefolkat, med 28 invånare per kvadratkilometer. Närmaste större samhälle är Gol Tappeh, 17,7 km väster om Gādmeh Gater. Trakten runt Gādmeh Gater består i huvudsak av gräsmarker.